# السويد فنلندا

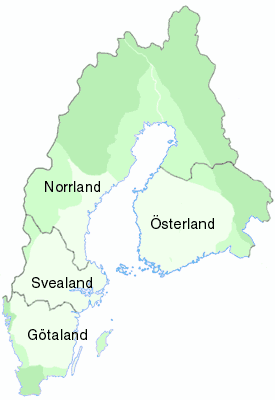
ولايات السويد التقليدية. (تم تظليل مختلف مراحل التوسع. حدود في العام 1700.)

 السويد فنلندا  (بالفنلندية Ruotsi-Suomi) مصطلح تاريخي مثير للجدل في كتابة التاريخ يشير إلى مملكة السويدية من مرحلة اتحاد كالمار حتى الحروب النابليونية ، أو الفترة الممتدة من القرن الرابع عشر إلى القرن الثامن عشر. في 1809 انقسم النصف المملكة الشرقي ليشكل دوقية فنلندا الكبرى ذاتية الحكم، في اتحاد شخصي مع الإمبراطورية الروسية . وقد صاغ المؤرخون القوميون الفنلنديون هذا المصطلح خلال ثلاثينات القرن العشرين، ورغم أسقاطه بعد ذلك من التأريخ المهني، لا يزال مستخدماً في الخطاب الفنلندي اليومي.
و مع ذلك فللمصطلح مزايا تعليمية، على سبيل المثال عند استخدمه إلى جانب مصطلح الدنمارك النرويج ، قد يثير شيئاً من الالتباس لأن فنلندا الحالية من العصور الوسطى حتى سنة 1809 كانت جزءا لا يتجزأ من المملكة السويدية. ففنلندا حتى 1809 كانت تعتبر إحدى أربعة ولايات سويدية. إلا أنها كانت مختلفة عن غوتالاند وسفيالاند ، ولكن ليس عن نورلاند ، فلم تكن فيها السويدية لغة الأغلبية ناطقة ليست لغة الأغلبية، باستثناء بعض المناطق على طول الساحل وبين النبلاء والطبقات العليا في المناطق الحضرية. في عهد الإمبراطورية السويدية كانت السويد فنلندا مطابقة للسويد الحقيقية ؛ بينما مثلت مناطق نفوذها الأخرى ما وراء البحار ممتلكات السويد.